# Manfred Coppik
Manfred Coppik (* 1. November 1943 in Bromberg; † 21. September 2016 in Offenbach am Main)  war ein deutscher Politiker und Jurist. Von 1972 bis 1983 war er Bundestagsabgeordneter für die SPD. Von 2008 bis 2012 war er stellvertretender Landesvorsitzender der Partei Die Linke in Hessen.

## Leben
Manfred Coppik war Sohn eines Oberstudienrats. Seine Mutter war polnischer Abstammung. Er wuchs im schlesischen Waldenburg auf, wo er im Jahr 1957 die deutschsprachige Volksschule beendete. Im Jahr 1958 kam die Familie als Aussiedler in die Bundesrepublik. 1963 legte er in Offenbach am Main das Abitur ab und studierte danach Rechtswissenschaften an der Universität Frankfurt. Nach dem Zweiten juristischen Staatsexamen 1971 ließ er sich in Offenbach als Rechtsanwalt nieder.
Im Jahr 1961 trat Coppik der SPD bei. 1965 bereits wurde er – für ein Jahr – Vorsitzender der Jungsozialisten in Offenbach, 1968 bis 1969 saß er im Bezirksvorstand der Jusos von Hessen-Süd. 1972 gewann Coppik im hessischen Wahlkreis Offenbach ein Bundestagsmandat für die SPD. Im Jahr 1982 trat er aus Protest über den NATO-Doppelbeschluss aus der Partei aus und gründete zusammen mit Karl-Heinz Hansen und anderen Unzufriedenen die Demokratischen Sozialisten. Sein Direktmandat im Bundestag behielt Coppik noch bis zu den Wahlen im Jahr 1983. Bei der Landtagswahl in Hessen 1983 kandidierte er für die Demokratischen Sozialisten im Wahlkreis Offenbach Land II und erreichte dort 0,4 % der Stimmen.
In den 1980er und 1990er Jahren engagierte Coppik sich als Bundessprecher in der Friedensliste, bei den Grünen, der PDS und ab 1993 wieder in der SPD. Über seine Beweggründe zur Rückkehr in die SPD sagte er:

„In die SPD bin ich wieder eingetreten, weil bei der Kommunalwahl 1993 im Nachbarwahlbezirk die Republikaner stärkste Partei wurden. Eine relative Massenbasis für die politische Auseinandersetzung bot nur die SPD.“

Im Jahr 1999 trat Coppik wegen des Kosovo-Einsatzes der Bundeswehr zum zweiten Mal bei den Sozialdemokraten aus; im Jahr 2005 trat er in die WASG ein, wo er bereits zuvor mitgearbeitet hatte und später die Vereinigung mit der PDS mit auf den Weg brachte.
Auf ihrem hessischen Landesparteitag im August 2008 in Lollar, der wegen der möglichen Tolerierung einer Minderheitsregierung von SPD und Grünen in der Medienöffentlichkeit stand, wählte die Partei Die Linke Coppik zu einem von zwei stellvertretenden Landesvorsitzenden. Diese Position hatte er bis 2012 inne. Bei den hessischen Landtagswahlen 2009 kandidierte Coppik als Direktkandidat der Linken im Wahlkreis 43 Offenbach-Stadt, wo er 6,2 % der Erststimmen erreichte. Er war Mitglied des Ältestenrates der Partei Die Linke. Darüber hinaus war er seit der Kommunalwahl 2016 für die Linke-Fraktion im Offenbacher Stadtparlament, im Juni wechselte er in den ehrenamtlichen Magistrat. Bereits in den Jahren 1968 bis 1972 und 1989 bis 1990 hatte er dieses Amt inne.

## Veröffentlichungen
- mit Jürgen Roth: Am Tor der Hölle – Strategien d. Verführung zum Atomkrieg. Kiepenheuer und Witsch, Köln 1982, ISBN 3-462-01519-2
- mit Petra Kelly: Wohin denn wir? Texte aus der Bewegung. Oberbaumverlag, Berlin 1982, ISBN 3-87628-198-9
- mit Karl-Heinz Hansen: Reden gegen den Strich – für Abrüstung u. Sozialismus. Pahl-Rugenstein, Köln 1983, ISBN 3-7609-0750-4
- als Redakteur: Die Friedensliste – Kleine Geschichte – Wahlprogramm. Die Friedensliste, Bonn 1984, DNB 860208443.
- "Es ist nicht alles schlecht, was scheitert" – Demokratische Sozialisten (1982–1991), Marcel Bois, Bernd Hüttner (Hrsg.): Beiträge zur Geschichte einer pluralen Linken, Heft 3, Papers, Rosa Luxemburg Stiftung, 2011, S. 76–81